# Pothyne convexifrons
Pothyne convexifrons är en skalbaggsart som beskrevs av Gardner 1930. Pothyne convexifrons ingår i släktet Pothyne och familjen långhorningar. Inga underarter finns listade i Catalogue of Life.